# بيل بلاكوود
بيل بلاكوود هو لاعب هوكي الجليد كندي، ولد في 5 أبريل 1955 في غريتر سودبوري في كندا.

## وصلات خارجية
- بيل بلاكوود على موقع EliteProspects.com (الإنجليزية)
- بيل بلاكوود على موقع HockeyDB.com (الإنجليزية)